# Eric Foulatier
Eric Foulatier (Franciaország, 1952. december 9.) francia hivatásos katona, ejtőernyős.

## Életpálya
1971-ben csatlakozott a Hadsereg Katonai Sport Iskolájához (EIS), majd 1973-ban a Tengerészgyalogság 3. Ejtőernyős Ezredhez került. Katonai sportoktató, kommandó technikák oktató kiképzésben részesült. Karrierje első részében csoport parancsnok és kommandó oktató volt Réunion szigetén. 1984-ben sikeres tiszti vizsgát tett. A Tengerészgyalogság 4. Gyalogezredéhez került Perpignanba, mint ezred kiképző. Külföldi szolgálaton Elefántcsontparton, Abidjanban parancsnoki beosztásokat látott el. 1990-ben tért vissza a Tengerészgyalogság 3. Ejtőernyős Ezredéhez. Század parancsnok, ezred hadműveleti tiszt. Szolgált Csádban, Togóban és a korábbi Jugoszláviában. 1996-tól a Tengerészeti Harc Kiképző Központ parancsnoka. 1998-ban nyugállományba vonult. Ejtőernyős kapcsolatainak megtartása érdekében csatlakozott a Nemzeti Ejtőernyős Szövetséghez (L’Union Nationale Des Parachutistes – UNP), ahol 2000-ben megválasztották az Aude-csoport elnökének. A Tengerészgyalogság 3. Ejtőernyős Ezrede egy 10 évre szóló tartalékos tiszti szerződést ajánlott neki, ami 2008-ban felfüggesztésre került. Az Aude-csoport elnökeként a Nemzeti Ejtőernyős Szövetség alelnöke. 2007-ben Németországban megtartott kongresszuson az UEP főtitkárává választották.